# ریلیتوس (تگزاس)
ریلیتوس (به انگلیسی: Realitos) یک منطقهٔ مسکونی در ایالات متحده آمریکا است که در شهرستان دووال، تگزاس واقع شده‌است. ریلیتوس ۰٫۷ کیلومتر مربع مساحت و ۱۸۴ نفر جمعیت دارد و ۱۳۵ متر بالاتر از سطح دریا واقع شده‌است.